# 朱济广
朱济广（1926年—2005年2月7日），男，中国药品标准和药品检验专家，主任药师，曾任中国药品生物制品检定所党委书记，药典委员会副主任委员。

## 生平
1951年8月毕业于安徽师范大学（原安徽大学）化学系，毕业后分配到卫生部生物制品检定所工作。1986年4月，出任卫生部药典委员会秘书长。先后主持1990年版、1995年版《中国药典》编制工作，领导创办了国家药品标准刊物《药典通讯》。1993年7月，获批享受国务院政府特殊津贴。2005年2月7日，因病医治无效，在北京逝世，享年79岁。